# Escultura de mantequilla

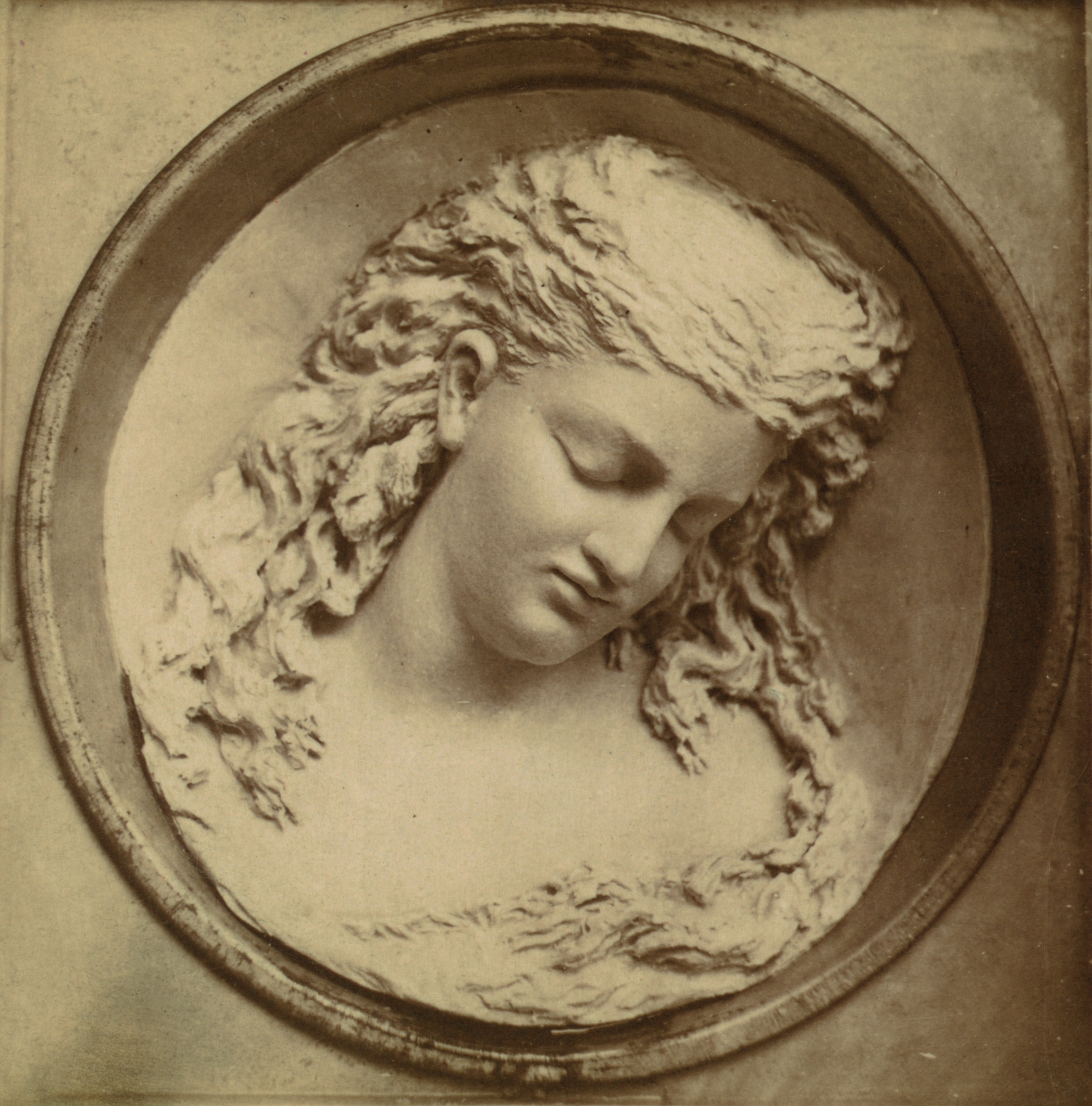
Iolanthe soñando, por Caroline Shawk Brooks, muestra a Yolanda de Anjou, la heroína de la obra de Henrik Hertz La hija del rey René. Este destacado trabajo de 1876 despertó el interés popular por la escultura de mantequilla como una forma de arte pública. La fuente que la sostenía se mantenía refrigerada mediante hielo ubicado en su fondo.

Las esculturas de mantequilla creadas con este producto lácteo a menudo representan animales, personas, edificios y otros objetos. Frecuentemente se las expone como atracciones en ferias agrícolas en Estados Unidos representando vacas y personas a tamaño natural, también se las coloca como elemento decorativo con forma de tartitas en banquetes y cenas. Los registros más antiguos de esculturas de mantequilla se remontan a 1536 en Europa donde se las colocaba en mesas de banquetes. Las primeras piezas en la era moderna como forma de arte público se remontan a la década de 1870 en Estados Unidos, y fueron creadas por Caroline Shawk Brooks, una granjera de Helena, Arkansas. Si bien el mayor auge de las esculturas de mantequilla se dio entre 1890-1930, estas esculturas son aun a comienzos del siglo XXI atracciones populares en las ferias agrícolas, mesas de banquetes y restaurantes estadounidenses.